# Mont Raimeux
Le mont Raimeux est une montagne culminant à 1 302 mètres d'altitude dans le massif du Jura, en Suisse, à cheval entre le canton du Jura, dont il est le point culminant, et le canton de Berne. Son sommet se trouve à environ 5 km au nord-est de Moutier et est marqué par la présence de l'ancienne tour militaire du Signal. Le nom de cette montagne viendrait du vieux français raim, signifiant « terrain non bâti couvert de broussailles ou de forêt ».

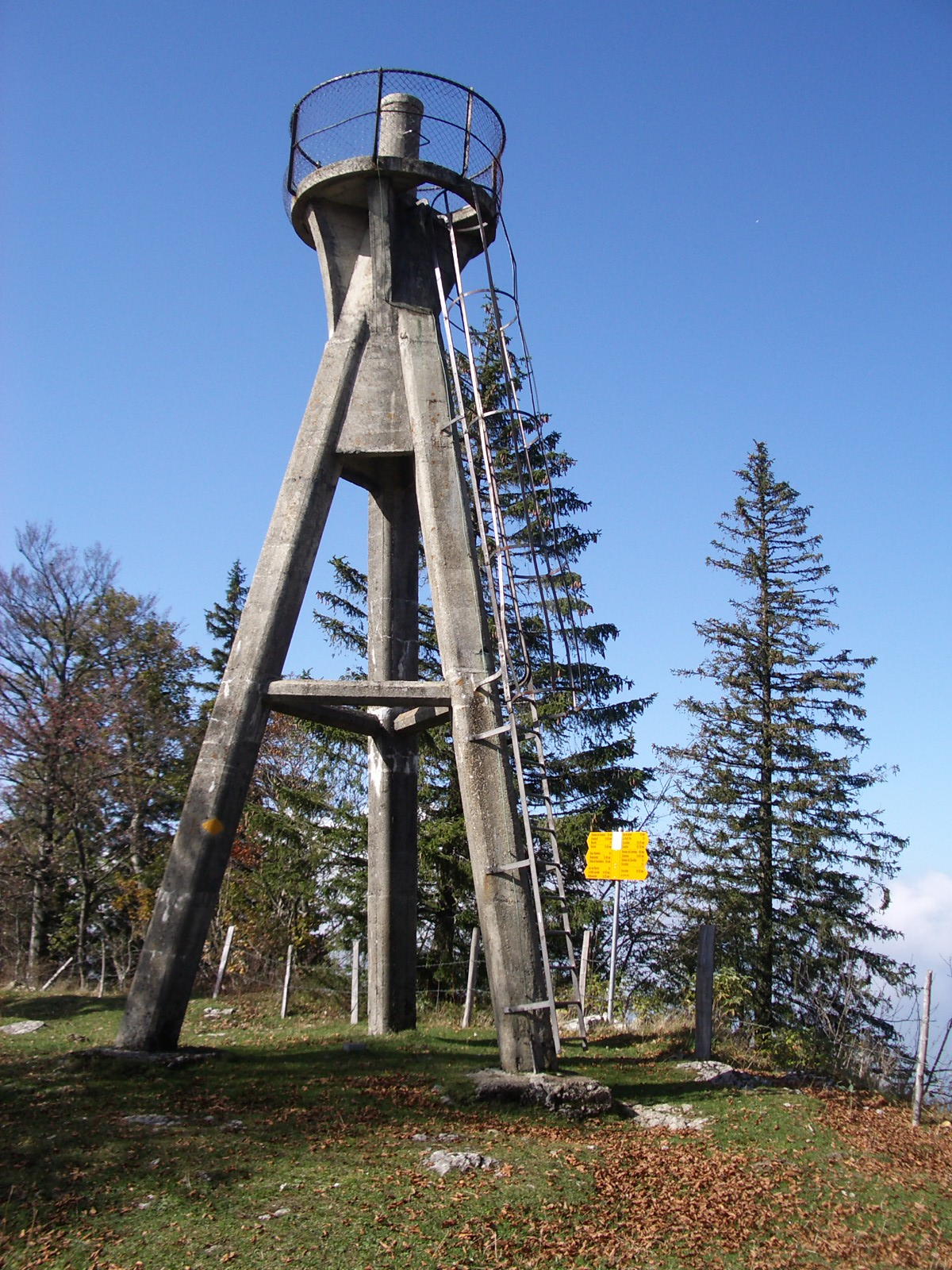
Vue de la tour d'observation panoramique au sommet du mont Raimeux.

## Géographie
La crête sommitale du mont Raimeux décline légèrement vers l'est et de façon plus prononcée vers l'ouest, le tout s'étendant sur une longueur d'environ 8 km, suivant la structure générale des plis du Jura dans la région. En son milieu, il fait environ 3 km de large. Les versants nord et sud sont en revanche à pic, relief caractéristique de l'arc jurassien.